# هيلينيكا أوكسيرينشيا

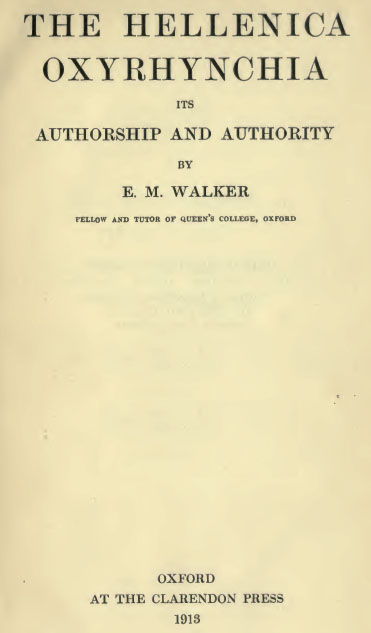

هيلينيكا أوكسيرينشيا، هو تاريخ يوناني قديم لليونان الكلاسيكية في أواخر القرن الخامس وأوائل القرن الرابع قبل الميلاد. وتم اكتشاف قطع من ورق البردي (التي تعرف بأنها مادة أُعدَّت في مصر القديمة من الجذع البليغ لنبتة ماء استُخدمت في صحائف في كل انحاء العالم القديم للكتابة أو الرسم وكذلك لصنع مقالات مثل الحبل.) التي وجدت في أوكسيرينيخوس بمصر.وكما يعرف الكاتب الذي لم يسجل اسمه في الشظايا الباقية عادةً من قبل العلماء فقط ب "p" والتي تعني ورق البردي.

## نظرة عامة
عُثر على شظية واحدة من إحدى الشظيتين الرئيسيتين والتي كانت تدعى ببردي لندن عام 1906 م. تم العثور عليها إِثرَ المعارك التي دارت في أواخر حرب البيلوبونيز وخصوصاً معركة نوتيوم. أما الشظية الثانية التي وجدت عام 1934 والتي تدعى بالبردي الفلورنسي وجدت نتيجة أحداث أوئل القرن الرابع قبل الميلاد. كما يبدو ان التاريخ كله كان عبارة عن سلسلة مستمرة من الثوسيديدات التي غطت أحداثاً من عام 411 قبل الميلاد إلى عام 394 قبل الميلاد. كما كانت مشابهة تماماً لهيلينيكا زينوفون (عُثر على شظية أخرى في اوكسيرينيكوس).
أدى اكتشاف أول بردية عام 1906 إلى تحول كبير في درجة المصداقية التي خصصها المؤرخون للمصادر القديمة لتلك الفترة. وفي القرن التاسع اعتُبر زينوفون واحد من معاصري الاحداث التي وصفها.وكما اتصف  على انه أفضل على المستوى العالمي من ديودورس سيكوليوس الذي مضى عليه وقت طويل. كما تبين أن p يتفق مع رواية ديودورس أكثر مما يتفق مع رواية زينوفون بشأن عدة مسائل رئيسية. . وقد أدّى ذلك إلى إعادة تقييم قيم هذه المصادر، حتى أن المؤرخين العصريين يفضِّلون الآن رواية ديودورس في عدد من النقاط.

## المؤلف
تمت مناقشة هوية P على نطاق واسع من قبل العلماء المعاصرين ولكنهم لم يتوصلوا إلى إجماع. وكان من بين المؤلفين الذين اقترحوا في مراحله الأولى مؤرخون بارزون مثل أفورس وثيوبومبوس، رغم الاعتراض الشديد على معظم هؤلاء بسبب الأسلوب أو الشكل أو الموضوع.ويبدو أن المرشح الأكثر ترجيحاً هو كراتيبوس، وهو مؤرخ أثيني من القرن الرابع قبل الميلاد. وكما إن الأسلوب والتحيزات والتغطية (عمل كراتيبوس معروف بأنه كان استمراراً لثوسيديدس) تدعم تحديد الهوية على الرغم من إثارة بعض القضايا. وكما توسل الخبير في علم التاريخ القديم برونو بليكمان مرة أخرى إلى ثيوبومبوس بصفته مؤلف كتاب الإغريقية.
كما تم الإشادة بعمل P بسبب البراغماتية والأسلوب ولكن لا يخلو من منتقديها.وإن الكتابة على حد تعبير الكلاسيكي HD Westlake هي كتابة «مؤرخ مختص وأكثر وعيًا يستمد مادته من أفضل المصادر الممكنة وكما يبذل جهدًا لتفسيرها بشكل محايد ولكن بطريقة ما تفتقر إلى التمييز في الفكر وأسلوب. وكما يعتبر من الدرجة الثانية ثيوسيديدز».

## قراءة إضافية
- Occhipinti، E. (2016). The Hellenica Oxyrhynchia and Historiography. New Research Perspectives. Leiden-Boston: Brill. ص. 306. ISBN:9789004325715.
- Bruce، I. A. F. (2007). An Historical Commentary on the Hellenica Oxyrhynchia. Cambridge: Cambridge University Press. ISBN:978-0-521-03412-8.
- McKechnie، Paul (1988). Hellenica Oxyrhynchia. Warminster: Aris & Phillips. ISBN:0-85668-358-2.
- Fine، John V. A. (1983). The Ancient Greeks: A critical history. Cambridge: Harvard University Press. ISBN:0-674-03314-0.
- Paul Goukowsky - Christophe Feyel, Le profil d'une ombre. Etudes sur les Helléniques d'Oxyrhynchos, 2019 ADRA, Nancy, (ردمك 978-2-913667-55-6), S. 443 f.

## روابط خارجية
- P.Oxy. V 842 Images online at British Library.
- PSI 1304 Images online at PSIOnline.